# ナガセ
株式会社ナガセ（Nagase Brothers Inc.）は、1976年5月10日に東京都武蔵野市吉祥寺南町1-29-2に設立された「東進ハイスクール」「東進衛星予備校」「四谷大塚」「早稲田塾」「イトマンスイミングスクール」などの教育事業を行う日本の企業である。

## 沿革
- 1971年（昭和46年）3月 - 永瀬昭幸が東京大学在学中に、弟の永瀬昭典と共に、東京都三鷹市で「ナガセ進学教室」を開講。
- 1976年（昭和51年）5月10日 - 「ナガセ進学教室」を母体に東京都武蔵野市御殿山で株式会社ナガセを設立。
- 1978年（昭和53年）
  - 1月 - 株式会社東京カルチャーセンターより「東京進学教室」の営業権を譲り受ける。本店を東京都武蔵野市西久保に移転。
  - 3月 - 永瀬昭幸の実弟である永瀬昭典現ナガセ副社長が「株式会社ナガセ進学センター」開設。
  - 12月 - 東京都武蔵野市吉祥寺南町内に本社を移転「東京進学教室」を「東進スクール」に改称。
- 1985年（昭和60年）
  - 4月 - 現役高校生対象の大学受験予備校「東進ハイスクール」を設立。
  - 12月 - 「東進ハイスクール」吉祥寺校、町田校、川越校の3校舎を開校。
- 1986年（昭和61年）12月 - 株式会社ナガセ進学センターと合併。
- 1987年（昭和62年）9月 - 現連結子会社の株式会社東進スクールを設立。
- 1988年（昭和63年）
  - 4月 - 「東進ハイスクール」に高卒生のための大学受験本科を併設。
  - 8月 - 本社を東京都武蔵野市吉祥寺南町の現住所に移転。
  - 12月 - 株式店頭公開。
- 1991年（平成3年）
  - 3月 - 受験参考書等「東進ブックス」を発行する出版事業部を設置。
  - 4月 - 「東進ハイスクール」全校舎を対象にした衛星授業「サテライブ」を開始。
  - 8月 - 衛星事業本部を設立。
- 1992年（平成4年）
  - 2月 - 茨城県水戸市の株式会社育英舎教育研究所を現連結子会社とする。
  - 3月 - 「東進衛星予備校」を設立し全国の塾・予備校を対象にフランチャイズ展開開始。
- 1993年（平成5年）9月 - 「東進衛星予備校」の加盟校が全国で300校に到達。
- 1996年（平成8年）4月 - 「ナガセPCスクール」を東京都新宿区で開設。
- 1997年（平成9年）4月 - パーフェクTV!（現スカパー!プレミアムサービス）で映像授業放送開始し、「東進ドリームネット」「東進チャンネル1」「東進チャンネル2」が放送開始するも、2006年3月に終了する。
- 1999年（平成11年）
  - 1月 - プレイステーション対応のエデュテイメントゲーム「プレイで覚える英単語でるでる1700」を発売した。
  - 8月 - 労働省より放送通信講座として初めて社会人対象講座が、教育訓練給付金制度講座として認定される。
  - 10月 - 完全個別指導の塾「東進こべつ塾」開設。
- 2000年（平成12年）
  - 2月 - 米スタンフォード大学と共同で新しい教育システムを開発する株式会社アイ・キャンパス（現在はナガセに合併）を設立。
  - 3月 - 「ナガセPCスクール」を分社化し、株式会社ナガセスクール設立。
- 2001年（平成13年）4月 - 映像授業の完全ライブラリー化を実現。
- 2004年（平成16年）
  - 2月 - 株式会社ナガセマネージメントを設立（現グループ管理会社）。
  - 3月 - 「東進ハイスクール」を年間4校舎開校して全23校となる。
  - 5月 - 永瀬昭幸が武富士の社外取締役に就任。
  - 12月 - ジャスダック上場。
- 2005年（平成17年）
  - 3月 - 「東進ハイスクール」を年間20校舎開校して全42校となる。
  - 10月 - 株式会社進級スクール（愛媛県松山市、現東進四国）を現連結子会社とする。
- 2006年（平成18年）
  - 3月 - 株式会社アイ・キャンパスを吸収合併。
  - 「東進ハイスクール」を年間21校舎開校して全63校となる。
  - 10月 - 株式会社四谷大塚をグループ会社化する。
- 2007年（平成19年）
  - 3月 - 「東進ハイスクール」を年間15校舎開校して全78校となる。
  - 4月 - 東進ビジネススクールを運営するビジネススクール本部を設置（東進Dスクール本部を改称）。
  - 7月 - 東進ビジネススクール大学生向けプログラム初開講。
  - 8月 - 東進生（高1・2生）を対象とした「第1回 中国清華大学短期留学」実施。
  - 11月 - 「四谷大塚」による業界初の全都道府県の小学生を対象とした「全国統一小学生テスト」実施。
- 2008年（平成20年）
  - 2月 - 「四谷大塚」の全国ネットワーク「四谷大塚NET」開設。
  - 「イトマンスイミングスクール」を運営するアイエスエス株式会社をグループ会社化。
  - 3月 - 「東進ハイスクール」を年間8校舎開校して全84校となる。
  - 7月 - 四谷大塚主催「全国統一小学生テスト」の成績優秀者を選抜した「第1回IVY League視察団」実施(以降毎年実施)。
- 2009年（平成21年）
  - 3月 - 「東進ハイスクール中等部」「東進中学NET」開講。
  - 6月 - NAGASE BROTHERS INTERNATIONAL PTE. LTD.（アジア展開の拠点）をシンガポールに設立。
  - 7月 - アメリカのセサミワークショップと「Sesame Street English」に関する独占的グローバル・ライセンス契約締結。
- 2010年（平成22年）
  - 9月 - 東進主催「全国統一高校生テスト」実施（以降毎年実施）。
  - ソースネクストと「超字幕®」シリーズの著作権譲渡、業務提携。
  - 10月 - 3歳から12歳対象の「東進こども英語塾」開講。
- 2011年（平成23年）
  - 3月 - アメリカEleutian社と提携し、オンラインでアメリカ在住の講師と双方向トレーニングを可能な「USA スカイプ英会話講座」を開講。
  - 8月 - NAGASE BROTHERS USA, INC. をニューヨークに設立。
  - 9月 - 「優れた若手研究者のサポート」を目的として設立された「フロンティアサロン」を支援、人類の未来への貢献に繋がる研究に取り組む研究者に贈る「永瀬賞」を創設。
  - 11月 - 永瀬商貿（上海）有限公司（中国展開の拠点）を上海に設立。
- 2013年（平成25年） - 創業当時よりあった東進スクールを全校舎閉校（一部は東進こべつに業態を変更）
- 2014年（平成26年）
  - 東進こべつでの業態を開始
    - 集団での授業が主であった東進スクールの閉校に伴い、雇用の引き継ぎによる新事業東進こべつを開始。2017年 全校舎閉校。

  - 12月 - 株式会社早稲田塾をグループ会社化。
- 2015年（平成27年）
  - 8月 - 「大学入試改革先取りセミナー」開催。
- 2016年（平成28年）
  - 5月 - 日本初のオリンピック仕様公認競技用プール「AQIT(アキット)」完成。 （イトマンスイミングスクール）
  - 8月 - 「教育改革先取りセミナー」開催。全国2000高校、約5000名の先生方が参加。
- 2017年（平成29年）
  - 5月 - 東進ハイスクール 千歳船橋校を開校。(全95校に)
- 2022年（令和4年）
  - 4月 - ブリヂストンのスイミングスクール・テニススクール事業部門である「ブリヂストンスポーツアリーナ株式会社」の全株式を取得。社名を「株式会社イトマンスポーツスクール」に変更しグループ会社化[1][注釈 1]。
- 2024年（令和6年）
  - 12月 - 住友ゴム工業のスポーツクラブ事業部門である「株式会社ダンロップスポーツウェルネス」の全株式を取得。社名を「株式会社イトマンスポーツウェルネス」に変更しグループ会社化[2][注釈 2]。

## 子会社
- 株式会社ナガセマネージメント
- 株式会社東進育英舎
- 株式会社東進四国
- 株式会社四谷大塚
- 株式会社四谷大塚出版
- 株式会社四大印刷
- 株式会社ヒューマレッジ
- 株式会社早稲田塾
- 株式会社イトマンスイミングスクール
- 株式会社イトマンスポーツスクール
- 株式会社イトマンスポーツウェルネス
- 学校法人 東京清光学園 清瀬ひかり幼稚園

## CM
- 2014年（平成26年）
  - 2月 - 「合格報告篇（早慶）」
  - 3月 - 「合格報告篇（東大）」
- 2015年（平成27年）
  - 9月 - 「全国統一中学生テスト」「全国統一高校生テスト」